# Surfing on a Rocket
Surfing on a Rocket è un singolo discografico estratto dal terzo album del gruppo francese AIR, Talkie Walkie. Il singolo è stato pubblicato come EP negli Stati Uniti il 19 ottobre 2004.
Il singolo è presente nel videogioco della EA Sports FIFA Football 2005.

## Video
Il videoclip è stato diretto da Antoine Bardou-Jacquet e da Romain Guillon.

## Tracce
- Singolo CD maxi (Francia)

1. Surfing on a Rocket (edit) - 2:41
2. Surfing on a Rocket (remixata da Zongamin) - 3:27
3. Surfing on a Rocket (remixata da Juan MacLean) - 7:01
4. Surfing on a Rocket (Tel Aviv Rocket Surfing Remake - remixata da Nomo Heroes) - 5:21
5. Surfing on a Rocket (To the Smiling Sun Remix - remixata da Joakim) - 6:31

- Singolo 12" n. 1 (Francia)

A1. Surfing on a Rocket (versione album) - 3:42
A2. Surfing on a Rocket (To the Smiling Sun Remix - remixata da Joakim) - 6:31
B1. Surfing on a Rocket (remixata da Juan MacLean) - 7:01
B2. Surfing on a Rocket (Tel Aviv Rocket Surfing Remake - remixata da Nomo Heroes) - 5:21
- Singolo 12" n. 2 (Francia)

A. Surfing on a Rocket (Joakim remix) - 6:31
B1. Surfing on a Rocket (Juan MacLean remix) - 7:01
B2. Surfing on a Rocket (original mix) - 3:42
- Singolo DVD (Francia)

1. Surfing on a Rocket (video musicale) - 3:42
2. Cherry Blossom Girl (video musicale - Director's Cut) - 3:50
3. Surfing on a Rocket (remixata da Zongamin) (audio) - 3:27
4. Easy Going Woman (audio) - 4:31
5. Sex Born Poison (demo) (audio) - 3:11

- Singolo 12" (Regno Unito)

A1. Surfing on a Rocket (versione album) - 3:42
A2. Surfing on a Rocket (remixata da Juan MacLean) - 7:01
B1. Surfing on a Rocket (To the Smiling Sun Remix - remixata da by Joakim) - 6:31
B2. Surfing on a Rocket (remixata da Zongamin) - 3:27
B3. Surfing on a Rocket (Tel Aviv Rocket Surfing Remake - remixata da Nomo Heroes) - 5:21
- Singolo 7" (Francia)

A. Surfing on a Rocket (edit) - 2:41
B. Surfing on a Rocket (remixata da Zongamin) - 3:27
- EP (Stati Uniti d'America)

1. Surfing on a Rocket Tel Aviv Rocket Surfing Remake (remixata da Nomo Heroes) - 5:21
2. Alpha Beta Gaga featuring Rhymefest (Mark Ronson Vocal Mix) - 4:37
3. Easy Going Woman - 4:31
4. Surfing on a Rocket (remixata da Juan MacLean) - 7:01
5. Alpha Beta Gaga (Jackson Remix) - 4:21
6. Surfing on a Rocket dallo Smiling Sun Remix (remixata da Joakim) - 6:31
7. Alpha Beta Gaga (Mark Ronson Instrumental Mix) - 3:10